# Ballylickey
Ballylickey (irl.  Béal Átha Leice) – wieś w Irlandii, w prowincji Munster, w hrabstwie Cork.